# کارولین وبر
کارولین وبر (به انگلیسی: Caroline Weber) ژیمناست زادهٔ ۳۱ مهٔ ۱۹۸۶ میلادی اهل کشور اتریش است.